# Six Flags Qiddiya City
Koordinaten: 24° 35′ 19″ N, 46° 19′ 57″ O
Six Flags Qiddiya City ist ein im Bau befindlicher Freizeitpark in der Nähe von Al-Muzahmiyya bei Riad in Saudi-Arabien, der 2025 eröffnet werden soll. Er gehört zur Freizeitparkgruppe Six Flags. Der Park soll auf einer Fläche von 320.000 m² 28 Fahrgeschäfte, darunter acht Achterbahnen, in sechs Themenbereichen beherbergen. Obwohl es laut David McKillips, Präsident von Six Flags International, an 90 bis 120 Tagen unerträglich heiß sein soll, wird der Park ganzjährig geöffnet sein. Dafür sollen Schattenspender und Wasserfontänen sorgen.

## Themenbereiche
Im Gegensatz zu vielen anderen Parks der Freizeitparkgruppe Six Flags werden die Attraktionen in Six Flags Qiddiya City in Themenbereiche aufgeteilt sein. Es soll sechs Themenbereiche geben: Steam Town, The City of Thrills, Twilight Gardens, Grand Exposition, Discovery Springs und Valley of Fortune.

## Attraktionen

### Achterbahnen
| Name             | Typ                                   | Hersteller                   | Themenbereich       | Eröffnungsjahr | Ref                  |
| ---------------- | ------------------------------------- | ---------------------------- | ------------------- | -------------- | -------------------- |
| Adrena-Line      | Suspended Coaster, Familienachterbahn | Vekoma                       | The City of Thrills | 2025 (im Bau)  | [ 4 ] [ 5 ]          |
| Colossus         | Holzachterbahn, Hybrid Coaster        | Great Coasters International | Grand Exposition    | 2025 (im Bau)  | [ 6 ] [ 7 ]          |
| Falcon’s Flight  | Exa Coaster                           | Intamin                      | The City of Thrills | 2025 (im Bau)  | [ 8 ] [ 9 ]          |
| Iron Rattler     | Tilt Coaster                          | Vekoma                       | Steam Town          | 2025 (im Bau)  | [ 10 ] [ 11 ]        |
| Saw Mill Falls   | Wasserachterbahn                      | Mack Rides                   | Steam Town          | 2025 (im Bau)  | [ 12 ] [ 13 ]        |
| Sea Stallion     | Powered Coaster                       | Maurer Rides                 | Discovery Springs   | 2025 (im Bau)  | [ 14 ] [ 15 ] [ 16 ] |
| Spitfire         | Launched Coaster                      | Intamin                      | Valley of Fortune   | 2025 (im Bau)  | [ 17 ] [ 18 ]        |
| Twilight Express | Familienachterbahn                    | Vekoma                       | Twilight Gardens    | 2025 (im Bau)  | [ 19 ] [ 20 ]        |

### Weitere Attraktionen
| Name                     | Typ                    | Hersteller       | Themenbereich       | Eröffnungsjahr |
| ------------------------ | ---------------------- | ---------------- | ------------------- | -------------- |
| Steel Stampede           | -                      | -                | Steam Town          | 2025 (im Bau)  |
| Sprockenator             | NebulaZ                | Zamperla         | Steam Town          | 2025 (im Bau)  |
| Sirocco Tower            | Freefall-Tower         | S&S Worldwide    | The City of Thrills | 2025 (im Bau)  |
| Windrider                | Karussell (Kite Flyer) | Zamperla         | The City of Thrills | 2025 (im Bau)  |
| The Enchanted Greenhouse | Dark Ride              | ETF Ride Systems | Twilight Gardens    | 2025 (im Bau)  |
| Kaleidoscope Balloons    | -                      | -                | Twilight Gardens    | 2025 (im Bau)  |
| Gyrospin                 | Frisbee                | Zamperla         | Grand Exposition    | 2025 (im Bau)  |
| Arabian Carousel         | Karussell              | -                | Grand Exposition    | 2025 (im Bau)  |
| Roundabout               | Autoscooter            | -                | Grand Exposition    | 2025 (im Bau)  |
| Expo Flyer               | Kettenkarussell        | Chance Rides     | Grand Exposition    | 2025 (im Bau)  |
| Zoomaflooma              | Wildwasserbahn         | WhiteWater West  | Discovery Springs   | 2025 (im Bau)  |
| Into the Deep            | Interaktiver Dark Ride | -                | Discovery Springs   | 2025 (im Bau)  |
| Skywatch                 | Flying Island          | -                | Valley of Fortune   | 2025 (im Bau)  |
| Treasure Trail           | Track Ride             | Zamperla         | Valley of Fortune   | 2025 (im Bau)  |

## Rekorde
Six Flags Qiddiya City wird mit der Eröffnung voraussichtlich einige Weltrekorde brechen. So soll Falcons Flight die schnellste, höchste und längste Achterbahn der Welt werden und der Sirocco Tower der höchste Freefall-Tower der Welt.